# .ug
.ug — в Інтернеті, національний домен верхнього рівня (ccTLD) для Уганди.

## Домени 2-го та 3-го рівнів
В цьому національному домені нараховується близько 401,000 вебсторінок (станом на січень 2007 року).
У наш час використовуються та приймають реєстрації доменів 3-го рівня наступні доменні суфікси (відповідно, існують такі домени 2-го рівня):
| Суфікс  | Регламентовані користувачі                                            |
| .ac.ug  | Наукові та дослідницькі установи, коледжі, університети або інститути |
| .co.ug  | Комерційні установи, корпорації                                       |
| .or.ug  | Неприбуткові, неурядові організації                                   |
| .org.ug | Неприбуткові, неурядові організації                                   |